# 정연기 (1891년)
정연기(鄭然基, 일본식 이름: 구사모토 젠키(草本 然基), 1891년 5월 2일 ~ ?)는 일제강점기의 관료이며 조선총독부 중추원 참의도 지냈다. 조선총독부 최후의 전라북도지사이자, 해방 직후의 첫 전라북도지사였다.

## 생애
경상남도 거창군 출신이다. 21세이던 1911년에 조선총독부가 선발한 유학생으로 뽑혀 도쿄 제국대학 임학과에 입학하였고, 1914년 졸업한 뒤 현장 견학을 마치고 귀국했다.
1915년에 총독부 농상공부 산림과에서 근무를 시작했고, 1920년에는 식산국으로 전근했다. 충청남도 논산군에서 일하다가 1924년 강원도 삼척군 군수로 발령받았다. 이후 강원도 지역에서 원주군, 고성군, 강릉군 군수를 차례로 맡았다.
1928년 쇼와대례기념장, 1934년 훈6등 서보장을 수여받는 등 종6위 훈6등에 서위되어 있었다. 1935년에 총독부가 편찬한 《조선공로자명감》에 조선인 공로자 353명 중 한 명으로 “학식과 경험이 풍부한 사람”이라는 평과 함께 수록되어 있다. 일제 강점기 말기에는 중추원 참의로 발탁되었다.
태평양 전쟁이 종전되기 직전까지 전쟁 지원을 위해 여러 사회단체에서도 활발한 활동을 했다. 국민총력조선연맹 근로부장, 국민동원총진회 이사, 대화동맹 이사, 대의당 위원 등을 지냈다. 이 가운데 대화동맹과 대의당은 일제의 패전이 가시화된 1945년에 ‘성전필승’의 기치를 내걸고 결성된 극렬 단체이다.
1945년 6월 16일 전라북도지사로 부임하였다. 8월 15일 광복 이후에도 유임되었고 9월 2일 미 군정 주둔과 동시에 해임되었다. 그는 그해 11월까지 미군정에 의해 도지사 고문 자격으로 출근하였다.
2002년 발표된 친일파 708인 명단 중 중추원, 도지사, 도 참여관, 총독부 사무관의 네 부문에 선정되었고, 2008년 공개된 민족문제연구소의 친일인명사전 수록예정자 명단에서는 중추원과 관료 두 부문에 포함되었다. 2009년 친일반민족행위진상규명위원회가 발표한 친일반민족행위 705인 명단에도 포함되었다.

## 같이 보기
- 조선총독부 중추원
- 국민동원총진회
- 대화동맹
- 대의당

## 참고자료
- 정연기(鄭然基) - 국사편찬위원회
- 친일인명사전편찬위원회 (2004년 12월 27일). 《일제협력단체사전 - 국내 중앙편》. 서울: 민족문제연구소. 360,408,410~411쪽쪽. ISBN 89-953307-2-4.